# Quararibea cordata
Espèce
La sapote sud-américaine (Quararibea cordata syn. Matisia cordata), aussi connue en espagnol sous le nom chupa chupa, est une espèce de plantes à fleurs de la famille des Malvaceae. C'est un arbre fruitier de 40 à 45 mètres de haut qui pousse dans les forêts tropicales entre 1000 et 2000 mètres au dessus du niveau de la mer au Pérou, en Équateur, en Colombie et au Brésil.
Dans les plantations, on le laisse croître jusqu'à 12 à 30 mètres ; il préfère un sol fertile, humide mais non inondé. Il pousse bien en association avec des avocatiers parce que les deux espèces ont les mêmes besoins en termes de sol et que la sapote fournit l'ombre nécessaire aux avocats.
Son tronc est lisse et circulaire avec des ramifications  verticillés et des brindilles brunes. Les feuilles sont simples, de 18 à 30 cm de long pour 13 à 26 cm de large ; elles sont de couleur vert foncé, fortement cordées, groupées et formant des touffes denses, avec une pubescence de poils courts. Elles sont en forme d'étoile et présentent 7 à 9 nervures principales. Les fleurs sont jaunes avec un calice vert pâle. Durant la floraison, le tronc et les branches se couvrent d'une grande quantité de fleurs.
Les fruits sont des baies d'une taille moyenne de 7 cm de long pour 6 cm de large. Ils sont globuleux, brun verdâtre à l'extérieur et orange à l'intérieur lorsqu'ils sont à maturité. Ils sont comestibles et très appréciés pour leur saveur et leur arôme.
Son bois est utilisé pour la construction de charpente et la menuiserie.

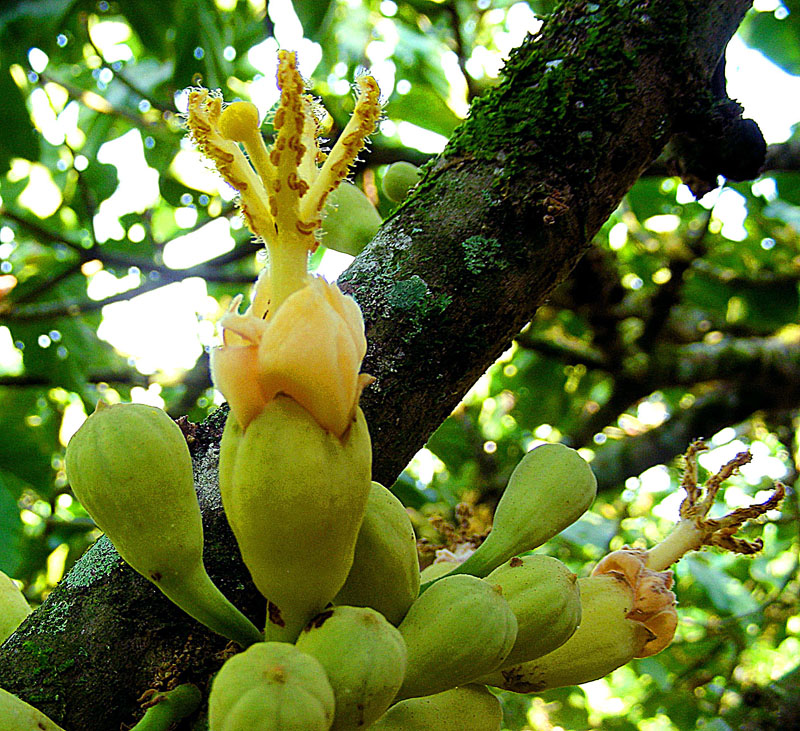
Fleur
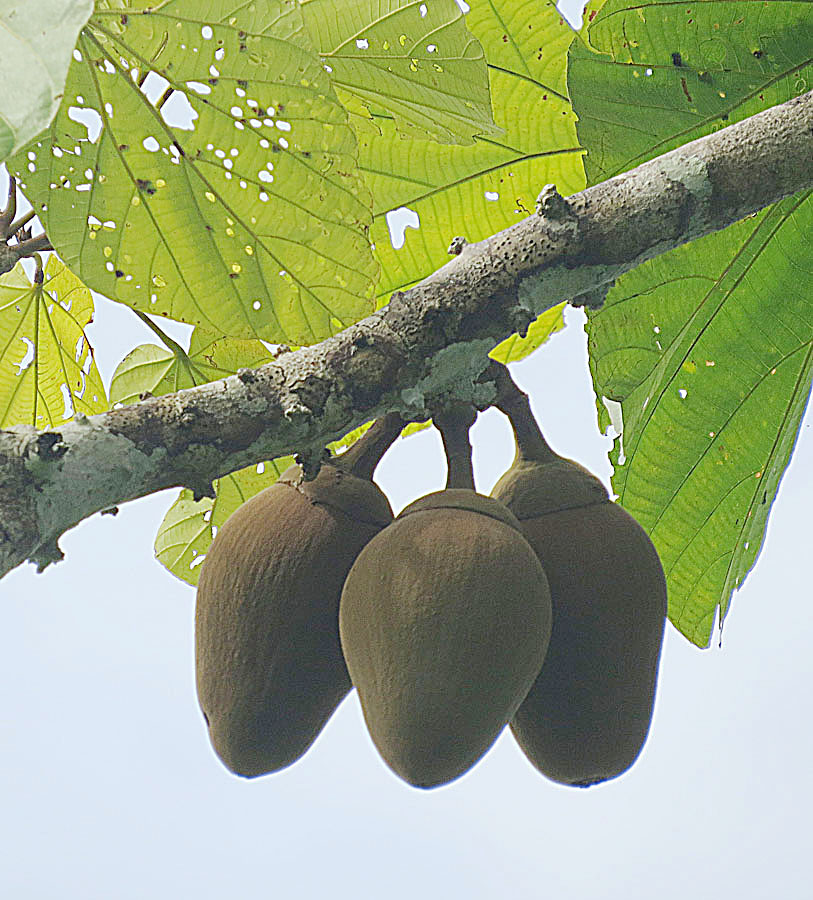
Fruits sur l'arbre
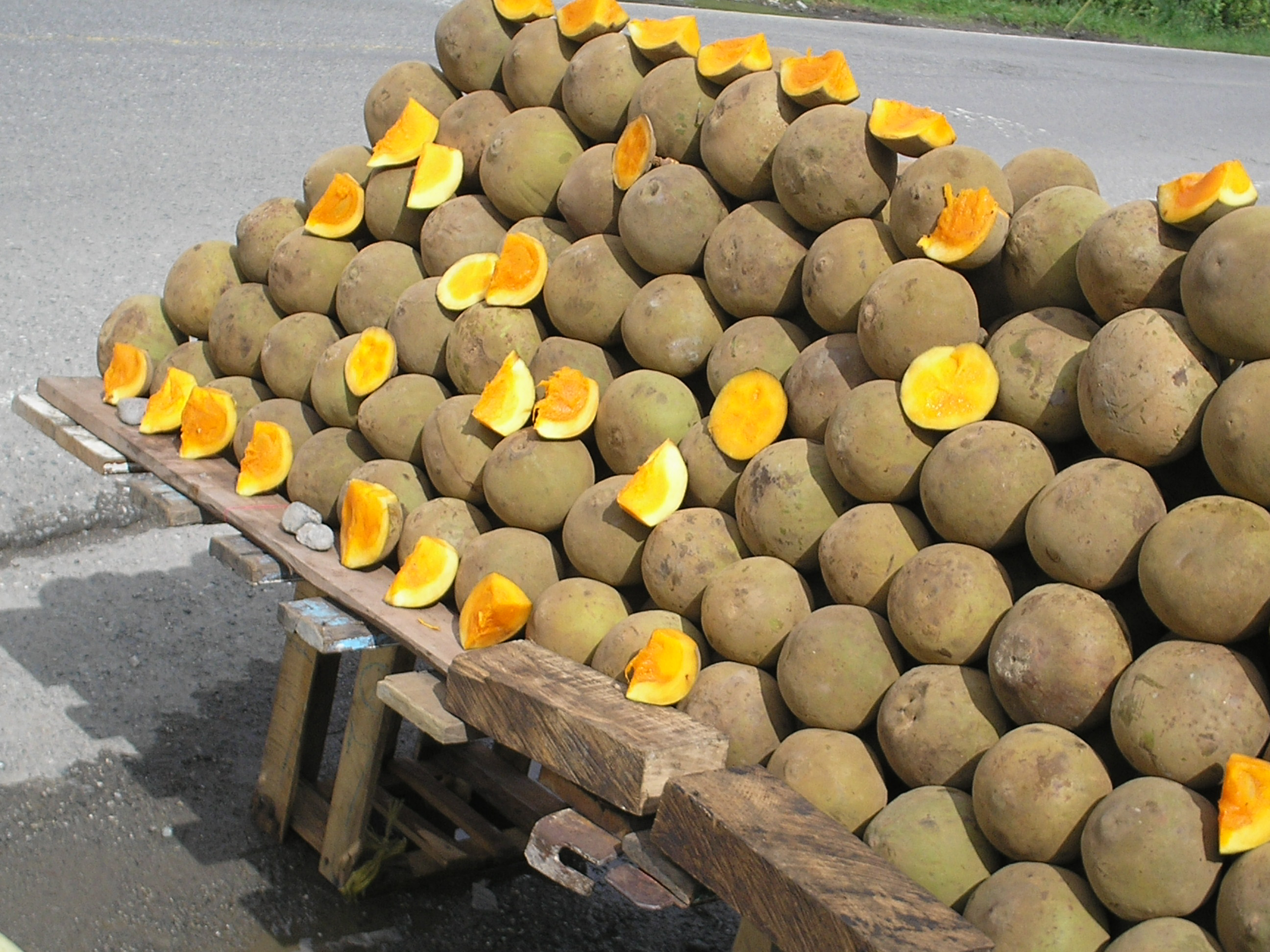
Fruits
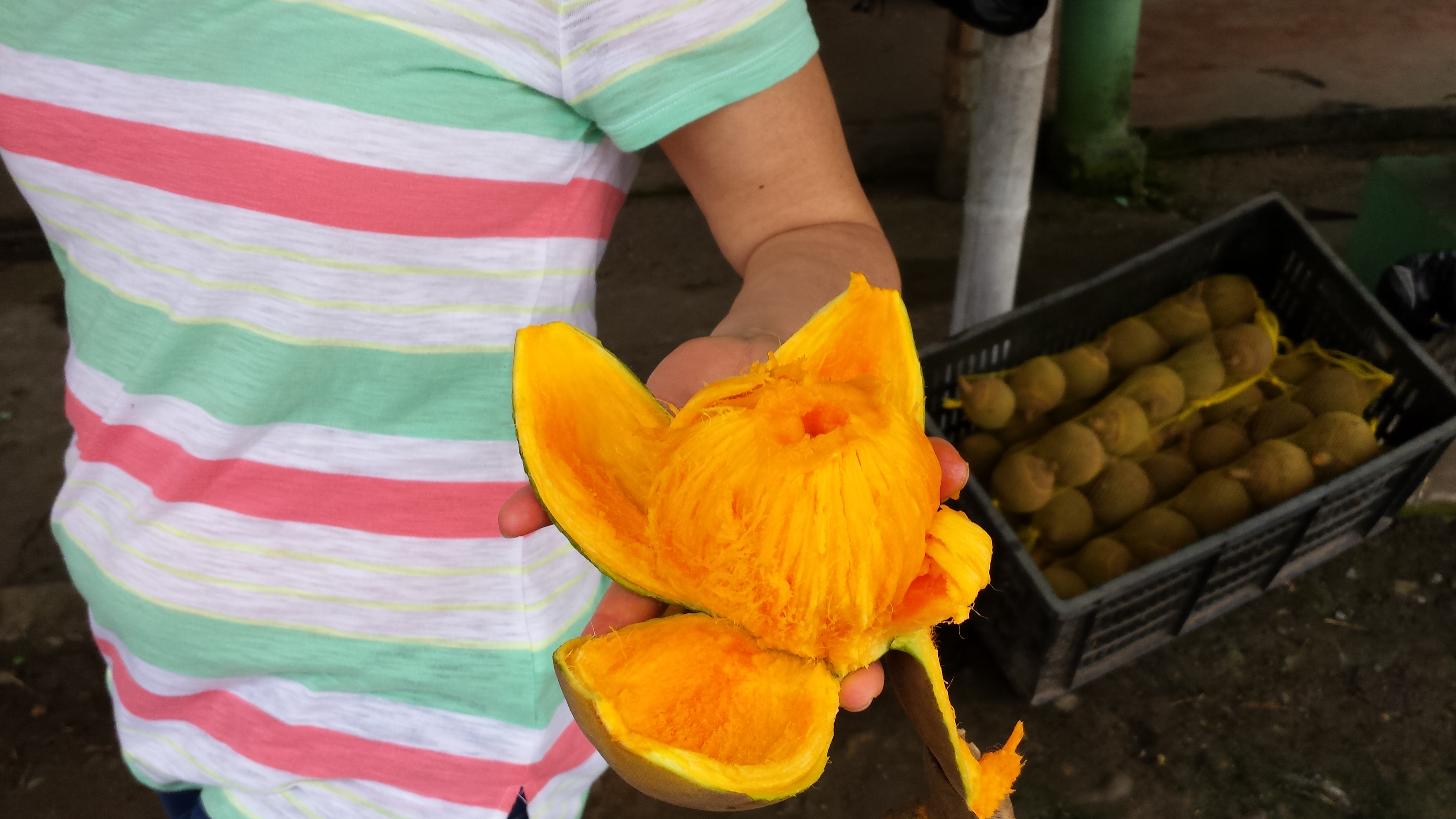
Fruit découpé